# A fiúk a kocsmába mentek
A fiúk a kocsmába mentek (Dečki su otišli u krčmu) je zasada posljednji album Locomotiv GT-a, objavljen 2002. Nakon povratničke ploče 424 – Mozdonyopera, objavljene 1997. godine, 1999. grupa je održala koncert pred 200 tisuća gledatelja u sklopu Dana Westela na budimpeštanskom trgu Felvonulási.
2002., prije no što će se na otoku Óbudai održati LGT-festival, 30. travnja objavili su novi album, koji je ubrzo postao zlatan.

## Pjesme na albumu
1. A mi kocsmánk (Naša krčma) (Gábor Presser) - 2:01
2. De jó lenne észnél lenni (Kako bi dobro bilo biti pri sebi) (Gábor Presser – Dusán Sztevanovity) - 8:04
3. Visszamenni nem tudok (Vratiti se ne mogu) (Gábor Presser – Dusán Sztevanovity) - 3:55
4. Megjött Moszkvából a csomag (Stigao je iz Moskve paket) (Gábor Presser) - 5:58
5. Nem olyan könnyű (Nije tako lako) (Gábor Presser) - 2:06
6. Nem felejtem el sosem (Neću nikad zaboraviti) (Gábor Presser – Dusán Sztevanovity) - 5:02
7. Mikor leszek a tiéd (Kad ću biti tvoj) (Gábor Presser) - 5:22
8. Én úgy emlékszem (Sjećam se tako) (Gábor Presser) - 2:55
9. Miért fáj úgy (Zašto tako boli) (Gábor Presser – Dusán Sztevanovity) - 5:18
10. Mindent megtennék (Sve bih učinio) (Gábor Presser) - 4:24
11. Magyarország (Mađarska) (Gábor Presser – Dusán Sztevanovity) - 5:54

## Suradnici
- János Karacsony - gitara, vokal
- Gábor Presser - klavir, Hammond orgulje, klavijature, aranžman, ozvučenje, vokal
- János Solti - bubnjevi, udaraljke
- Tamás Somló - saksofon, vokal, bas-gitara
- Dusán Sztevanovity – tekstovi pjesama

### Produkcija
- István Kiss - ton-majstor
- Sándor Nyíri - ton-majstor
- Károly Paczári - ton-majstor i digitalno miksanje
- Ottó Kaiser - fotografije
- Gábor Vető – grafika